# 生保内街道
生保内街道（おぼないかいどう）は、出羽国（秋田県）角館から生保内口（仙北市）を越えて、国見峠に至る久保田藩（秋田藩）領内の秋田街道